# Unterjoch (Bad Hindelang)
Unterjoch ist ein Ortsteil des Marktes Bad Hindelang im bayerisch-schwäbischen Landkreis Oberallgäu.

## Geographie
Das Pfarrdorf ist heute touristisch geprägt.

## Geschichte
Der erste Beleg über die Existenz des Ortes stammt aus dem Jahr 1471. 1690 erhielt die Hindelanger Filialkapelle in Unterjoch die Messerlaubnis, 1726 wurde eine Manualkaplanei eingerichtet und seit 1868 besitzt der Ort eine eigenständige Pfarrei. Nachdem der Salzverkehr über den Pass 1823 endgültig zum Erliegen gekommen war, fand kein ausgedehnter Kontakt zwischen Unterjoch und anderen Ortschaften mehr statt. Dies änderte sich durch den Bau der neuen Jochstraße 1895 bis 1900, durch den auch der Fremdenverkehr belebt wurde. Die Nähe der Grenze zu Österreich führte schließlich auch dazu, dass der Zollamtssitz von Ober- nach Unterjoch verlegt wurde.
Die Gemeinde Unterjoch wurde am 4. Januar 1867 aus Gebietsteilen der Gemeinde Hindelang neu gebildet und am 1. April 1972 wieder eingegliedert.
Zum Schuljahresende am 29. Juli 2014 wurde die Zwergschule in Unterjoch geschlossen; ab dem folgenden Schuljahr besuchen die Erst- bis Viertklässler die Zwergschule im österreichischen Jungholz. Das Schulgebäude beherbergt aber nach wie vor den örtlichen Kindergarten.

## Kultur und Sehenswürdigkeiten

### Kirchen, Kapellen und Bildstöcke

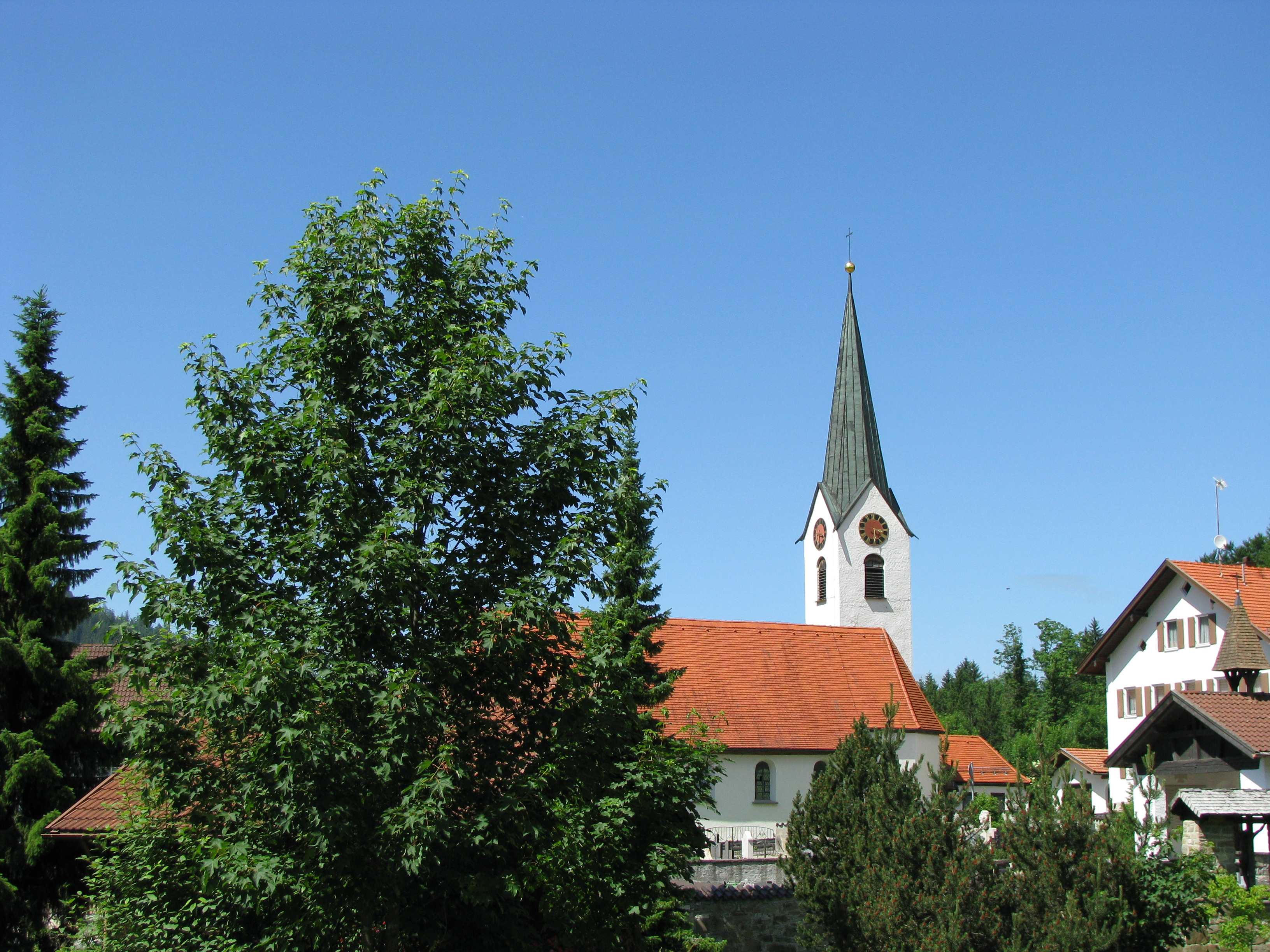
Die Pfarrkirche Heilige Dreifaltigkeit

Die Pfarrkirche Heilige Dreifaltigkeit, ein verputzter Bruch- und Rollsteinbau mit Satteldach, weist auf der Ostseite eine spätgotische Dachkonstruktion auf, ist aber im Kern barock: Eine Kapelle bestand nämlich schon um 1680; der Altar weist die Jahreszahl 1673 auf. Diese Kapelle war aber, als die Messerlaubnis erteilt wurde, noch nicht geweiht. 1820 wurde sie durch einen Jochanbau an der Westseite zur Kirche erweitert, zu dieser Zeit erhielt sie auch neue Fenster. 1843 wurde sie um ein Vorzeichen bereichert und erhielt neue Altäre. 1845 erfolgte die Weihe zur Kirche durch Bischof Peter von Richarz und die Anlage eines neuen Friedhofs. 1870 wurden Sakristei und Turm neu erbaut. 1910 erfolgte wieder eine Verlängerung des Baues nach Westen, 1925 wurde das Vorzeichen erneuert.
Die verputzte Decke weist ein flaches korbbogiges Tonnengewölbe auf. Im Kirchenschiff findet sich heute ein Fresko mit der heiligen Familie. Es stammt von J. Huwyler, der 1911 den bis zu diesem Zeitpunkt vorhandenen neugotischen Wandschmuck entfernte. Im Chor sind die Allegorien von Glaube, Hoffnung und Liebe zu sehen, Werke von Franz Osterried aus dem Jahr 1843. Auf dem Hochaltar befindet sich eine geschnitzte Gruppe der Heiligen Dreifaltigkeit aus den Händen oder der Schule von Johann Georg Bschorer. Die Kanzel stammt aus dem Jahr 1843 und ist mit Gemälden der Evangelisten versehen. Die Erstfassung dieser Bilder stammte von Johann Baptist Müller, sie wurde jedoch bei der Umgestaltung 1911 durch Malereien von Huwyler ersetzt. Auch die Ölgemälde der Kreuzwegstationen von Franz Osterried wurden 1911 stark verändert.
Der marmorierte Taufstein mit einer Heiliggeisttaube auf dem Deckel stammt aus dem Jahr 1846. Abgesehen von einigen frühklassizistischen Bänken auf der Empore stammt das Gestühl aus dem Renovierungsjahr 1911. Den Tabernakelschmuck gestaltete Wendelin Matt, die Pietà des Altarkreuzes der Oberammergauer Ludwig Huber.
Aus der Epoche des Hochbarocks stammen die Skulpturen der Erzengel Michael und Gabriel sowie des heiligen Alexander und Georg von Michael Beisch. Der Kerkerchristus aus den Werkstätten des Melchior Eberhard in Hindelang dürfte um 1750 geschaffen worden sein.
Die Kirche besitzt heute drei Glocken, die einen Dur-Akkord bilden.
Am Steineberg erinnern zwei Bildstöcke aus dem späten 19. Jahrhundert an die Sorgen eines Anwohners um seine Nachkommen.
Ebenfalls am Steineberg befindet sich die Annakapelle von 1877, die aufgrund eines Gelübdes errichtet wurde – auch hier wünschten sich die Erbauer überlebensfähigen Nachwuchs. Die Kapelle wurde renoviert und 2007 ausgesegnet.
Im Ortsteil Krummenbach befindet sich die Dreifaltigkeitskapelle von 1799, die zum Dank dafür errichtet wurde, dass der Ort vor plündernden napoleonischen Truppen verschont geblieben war. Eine der Glocken, die ursprünglich zur Unterjocher Pfarrkirchen gehörten, hängt in dieser Kapelle. Sie weist einen neugotischen Altar auf; die beiden Seitenfiguren – ein Johannes der Täufer und ein heiliger Ulrich – stammen jedoch aus der Mitte des 15. Jahrhunderts. Ein Votivbild von 1680 zeigt die Krönung Mariens in Kombination mit einer Kuhherde.
Die Marienkapelle beim Hotzen aus dem Jahr 1875 geht auf ein Gelübde eines Bauern zurück, der sich überlebensfähige Kinder wünschte.
In der Nähe der östlichen Ortseinfahrt Unterjochs befindet sich die Lohwies-Kapelle, die 2002 geweiht wurde. Sie enthält eine Statue der Schmerzhaften Mutter Gottes.
Die Kapelle Mariä Himmelfahrt im Ortsteil Untergschwend wurde aus Steinen errichtet, die bei einem großen Murenabgang angefallen waren. Auf einer Holztafel über dem Eingang befindet sich die Inschrift: Diese Kapelle hat Joh. Georg / Hehl . im Jahrr . 1838 . zur Ehre der / seligsten Jungfrau Maria u. ihres / göttl. Sohnes Jesu Christi erbau / en lassen. Im Schiff befinden sich stuckierte Rosetten. Das Altarbild von 1837 zeigt Mariä Himmelfahrt. 1996 wurde die Kapelle, die für die Öffentlichkeit nicht zugänglich ist, renoviert.

### Sonstige Bauwerke
Vor dem Leichenhaus des Friedhofes befindet sich ein frühklassizistisches Kruzifix, das möglicherweise von Johann Richard Eberhard (1734–1813) stammt.
An der Brücke über die Wertach am westlichen Ende des Ortes ist am Giebel eines Stadels die Skulptur des heiligen Johannes Nepomuk zu sehen.
Haus Nr. 2 – das Gasthaus zum Zinken – ist ein spätbarockes Bauernhaus. Es besitzt einen Mittelstallbau und einen verschindelten Wohnteil.

### Regelmäßige Veranstaltungen
Jeden Winter findet in Unterjoch ein internationales Schlittenhunderennen statt.

## Persönlichkeiten
- Else Hessenauer (1923–2018), Skilangläuferin
- Gerhard Gehring (1945–2016), Biathlet und Skilangläufer
- Hanni Steinmüller (geb. Gehring 1926–2011), wurde in den Jahren 1951, 1953 und 1954 Deutsche Meisterin über 10-km-Langlauf. Von 1950 bis 1954 war sie Mitglied der deutschen Nationalmannschaft. 1952 nahm sie an den Olympischen Winterspielen in Oslo teil, dort erreichte sie im 10-km-Langlauf als beste Mitteleuropäerin Rang 13